# Пятигорские черкасы
Пятигорские черкасы, Черкасы пятигорские (иногда, в поздних источниках пятигорские черкесы; на старинных европейских картах Circassi Quinquemontani) — экзоэтноним XVI—XVII веков, использовавшийся среди русскоязычного населения и в документах Русского царства, а также в Королевстве Польском/Речи Посполитой, где, возможно, применялся немного дольше.
Также, помимо этих стран, был известен и среди некоторых других западноевропейских исследователей и картографов. Трактование экзоэтнонима в современной научной литературе является предметом дискуссий и сводится к нескольким значениям:
1. Русскоязычное наименование одной из этногрупп восточных адыгов, вероятно, какое-то время проживавшей в исторической области Пятигорье (здесь Пятигорье надо рассматривать как район прилегающий к Бештау, а несколько позже, район южнее — по левым притокам Терека)➤.
2. Собирательное наименование восточных адыгов — кабардинцев, какое-то время бытовало наряду с кабардинскими черкасами, кабайтерскими черкасами, кабардой➤.
3. У некоторых европейских авторов традиционно употреблявшееся название для обозначения всех адыгских племён и народностей. Сменилось этнонимами для западных адыгов — черкасы (позднее черкесы), для восточных адыгов — кабардинцы➤.

## Использование
Согласно советскому кавказоведу Е. Н. Кушевой, ни в одном из документов XVI—XVII веков исходивших от адыгов, а также написанных с их слов, этноним «пятигорские черкасы» как общее самоназвание адыгов или наименование какой либо адыгской этногруппы не встречался, хотя область «Пять гор» упоминалась часто.
В русских летописях, напротив, это имя часто использовалось: в «Степенных книгах царского родословия» (XVI век), помимо страны «Черкас Пятигорскія», упомянуты термины «всея Пятигорскія земля» и «всея Пятигорскія государство»; в «Разрядных книгах» (XV—XVII вв.) пятигорские черкасы упоминаются в связи с несостоявшимся походом на них крымского хана Девлет I Герая; хотя в 1574 году, оно всё же состоялось «Сего лета ездил на неприятеля своего на черкас пятигорских с войском своим». Одно из последних использований экзоэтнонима имеется в «Книге Большому Чертежу» (составлена в 1627 году) — описание карты Русского и соседних государств периода конца XVI — начала XVII веков:

«А с верху реки Монача [Маныч] с левыя стороны озеро, а в том озере емлют соль азовцы и черкасы пятигорския и Казыева улусу тотаровя [Малые ногаи].» (л. 56 об.)

«От Терка [Терек] же реки, от острогу [Терки 1, 2], до Пятигорских черкас 90 верст; а против острогу и Пятигорских черкас, до реки до Кумы 90 верст.» (л. 68)

«А от усть Быстрые до города до Тюменского 120 верст; а вверх рекою Терком до острогу 220 верст; а от острогу вверх по Терку до усть реки Белыя [участок Малки от Прохладного до устья?] до Пятигорских Черкас 100 верст.» (л. 163 об.)
— «Книга Большому Чертежу» (1627 год)

## Трактовка

### Как наименование этногруппы в Пятигорье
В «Книге Большому Чертежу» из текста следует, что его составители считали «пятигорских черкас» самостоятельной народностью и выделяли её отдельно от кабардинцев:

«… ; и реку Терек и по неи Пятигорских черкас и кабарду [кабардинцы] в горах и окохи [аккинцы], и минкизы [чеченцы], и осохи и кугени;» (лл. 4 об., 5)

«А в тех горах по Терку и по рекам по иным пятигорские черкасы, и кабарда, и окохи, и осоки, и кугени, и мичкизы» (лл. 60, 60 об.)

«…; описана река Кур до Хвалимского море [Каспийское море] и горы до Кизылбашскои земли [Иран] и в горах пятигорскяе черкасы, и кабарда, и окохи, и осоки, и кугени, и мичкизи;» (текст согласно списку № 1330)
— «Книга Большому Чертежу» (1627 год)
Возможно название «пятигорские черкасы» относилось к некой отдельной кабардинской этногруппе в Пятигорье, либо так именовались все подряд селившиеся в Пятигорье кабардинцы. Локализация этой области в «Книге Большому Чертежу» дана отдельно от Кабарды (см. статью Пятигорье), но фактически, описанные в «Книге …» территории входили в возникшую здесь позднее область, так называемой, Большой Кабарды.
По мнению историка Георгия Вернадского, в XI веке (если не раньше) на Днепре был основан город Черкассы, — в то время у князя Мстислава Черниговского и Тмутараканского была личная охрана из черкесов.
Московский летописный свод XV века под 1152 годом черкасы отождествляются с черными клобуками: «Все Чёрные Клобуки еже зовутся Черкасы». Несколько позднее такое же пояснение помещено и в Воскресенской летописи XVI века, однако в более ранних летописях (например, Ипатьевской) такое пояснение отсутствует.
Карамзин Н. М. в «Истории государства Российского» под 1282 годом пишет, что «черкасы пришли на Днепр и образовали город свой Черкассы». В другом месте указывает, что «предки их (черкасов) жили там ещё с X века».
Черкасские горы упомянуты в повести о смерти Михаила Тверского.
В. Н. Татищев в «Истории Российской с самых древнейших времён» указывает, что курский баскак (губернатор) Ахмат вызвал часть черкасов с горы Бештау и Пятигорья:
Оные прежде из кабардинских черкес в XIV веке в княжестве Курском, под властью татар собравши множество сброда, слободы населили и воровством промышляли, и из-за многих на них жалоб татарским губернатором на Днепр переведены, и град Черкасы построили. Потом, усмотрев польское беспутное правление, всю Малую Русь в казаков превратили, гетмана или отомана избрав, все черкесами поименовались.
Ермолинская летопись от 1445 года: «Тоже весны царь Махмет и сын его Мамутяк послали в Черкасы по люди и прде к ним две тысячи казаков».
Мацей Меховский в «Трактате о двух Сарматиях» (1517 год) указал "пятигорских черкассов:

Дальше, к югу, есть ещё какие-то остатки черкассов. Это весьма дикий и воинственный народ, по происхождению и языку — русские.— «Трактат о двух Сарматиях»
В 1527 году Сигизмунд Герберштейн выпустил книгу «Записки о московских делах». По поводу пятигорских черкасов он пишет следующее:

…"Где Кавказский хребет упирается в южный рукав Кубани в горах жили черкасы пятигорские, или чики. Этот народ, надеясь на защиту своих гор, не оказывал послушания ни туркам, ни татарам. Русские утверждают, что это христиане, что они живут независимо по своим законам, а церковную службу выполняют по греческому обряду (имеется ввиду православная, а не католическая вера) на славянском языке, которым они пользуются главным образом в жизни (двуязычие). Они по большей части своей пираты. Спускаясь по рекам, которые текут с их гор, они грабят кого попало, а особенно купцов, плывущих из Кайфы в Константинополь"— «Записки о Московии»
Ещё раз также прямо сообщает о том, что они славяноязычны:

Славянский язык, ныне искаженно именуемый склавонским, распространен весьма широко: на нем говорят далматинцы, босняки, хорваты, истрийцы и далее вдоль Адриатического моря до Фриуля, карны, которых венецианцы называют карсами, а также жители Крайны, каринтийцы до самой реки Дравы, затем штирийцы ниже Граца вдоль Мура до Дуная, мизийцы, сербы, болгары и другие, живущие до самого Константинополя; кроме них чехи, лужичане, силезцы, моравы и обитатели берегов реки Вага в Венгерском королевстве, а ещё поляки и русские и черкесы-пятигорцы, у Понта и, наконец, остатки вандалов, живущие кое-где на севере Германии за Эльбой. Все они причисляют себя к славянам, хотя немцы, пользуясь именем одних только вандалов, называют всех, говорящих по-славянски, одинаково вендами, виндами или виндскими.— «Записки о Московии»
В 1561 году состоялся брак Ивана Грозного с Марией Темрюковной, «из черкас пятигорских девицей».
В книге «О славе славян», изданной на итальянском языке в Пезаро в 1601 году, Мауро Орбини написал:

К нации и языку славянскому относятся не только те, кто проживает в Далмации, Иллирике, Истрии и на Карпатах, но также и многие другие большие и могущественные племена: Болгары, Рации или Рассияне, Сербы… Пятигорцы, которые жилища имеют на пяти горах, Руссы, Подолии, Поляне, Московиты и Черкасы…— «О славе славян»
Швейцарский историк Конрад Геснер в книге «Митридат» (1610 год) перечислил 60 славяно-язычных народов, среди коих он упомянул и черкасов-пятигорцев:

Circasi Quinquemontani circa Pontum alias Ciercassi
C 1625 года к титулу царя Михаила Фёдоровича добавляется фраза: «Повелитель и Государь Иверския земли, Карталинских и Грузинских царей и Кабардинския земли, Черкасских и Горских Князей», где Кабарда и Черкасия отдельны друг от друга.
В. Н. Татищев писал: 

Оттуда Кимры вышли, где ныне черкасы и пятигоры обитают, и храбрые суть люди. Язык с нами суть имеют един— «История Российская. Книга 1. Глава 35 C.»
В своей «Истории государства Российского» Карамзин писал:
Вспомним Касогов, обитавших, по нашим летописям, между Каспийским и Чёрным морем; вспомним и страну Казахию, полагаемую Императором Константином Багрянородным в сих же местах; прибавим, что Оссетинцы и ныне именуют Черкесов Касахами: столько обстоятельств вместе заставляют думать, что Торки и Берендеи, назывались Черкасами, назывались и Козаками…

### Как наименование кабардинцев
Возможно название «пятигорские черкасы» относилось к некой отдельной кабардинской этногруппе, либо так именовались все подряд селившиеся в Пятигорье кабардинцы. Выше приведённая локализация этой области дана отдельно от Кабарды, но фактически, описанные в «Книге Большому Чертежу» территории входили в возникшую здесь позже область, так называемой, Большой Кабарды.

### Как общее наименование адыгов
Ряд современных исследователей считает, что «пятигорскими черкасами» иногда называли всех адыгов — и восточных (кабардинцев) и западных. В частности, этой точки зрения придерживается Е. Н. Кушева. В своей работе «Народы Северного Кавказа и их связи с Россией» она высказывает предположение, что европейские авторы, например польский посол в Крыму Мартин Броневский, также называли этим экзоэтнонимом все адыгские народности. Указывая границы Пятигорской области в «Описании Татарии» («Tartariae descriptio»), М. Броневский обозначает их от Таманской крепости до Каспийского моря — таким образом охватывая весь ареал проживания адыгов. Однако в его тексте имеются и некоторые противоречия этой гипотезе — он отделяет народность черкесов от пятигорцев, периодически перечисляя их отдельно друг от друга.